# Южинець
Южине́ць — село в Україні, у Ставчанській сільській громаді Чернівецького району Чернівецької області.

## Населення

### Мова
Розподіл населення за рідною мовою за даними перепису 2001 року:
| Мова       | Кількість | Відсоток |
| ---------- | --------- | -------- |
| українська | 1124      | 99.64%   |
| російська  | 3         | 0.27%    |
| румунська  | 1         | 0.09%    |
| Усього     | 1128      | 100%     |

Національний склад населення за даними перепису 1930 року у Румунії:
| Національність | Кількість осіб | Відсоток |
| -------------- | -------------- | -------- |
| українці       | 1144           | 94,47 %  |
| євреї          | 51             | 4,21 %   |
| румуни         | 13             | 1,07 %   |
| поляки         | 3              | 0,25 %   |

Мовний склад населення за даними перепису 1930 року:
| Мова       | Кількість осіб | Відсоток |
| ---------- | -------------- | -------- |
| українська | 1148           | 94,80 %  |
| їдиш       | 51             | 4,21 %   |
| румунська  | 9              | 0,74 %   |
| польська   | 3              | 0,25 %   |

## Відомі люди
- Вільгельм Райх (Wilhelm Reich) — австрійський та американський психоаналітик. Він жив там у фермі батька з кінця 1890-х років або на початку 1900-х років до 1915 року.

## Галерея

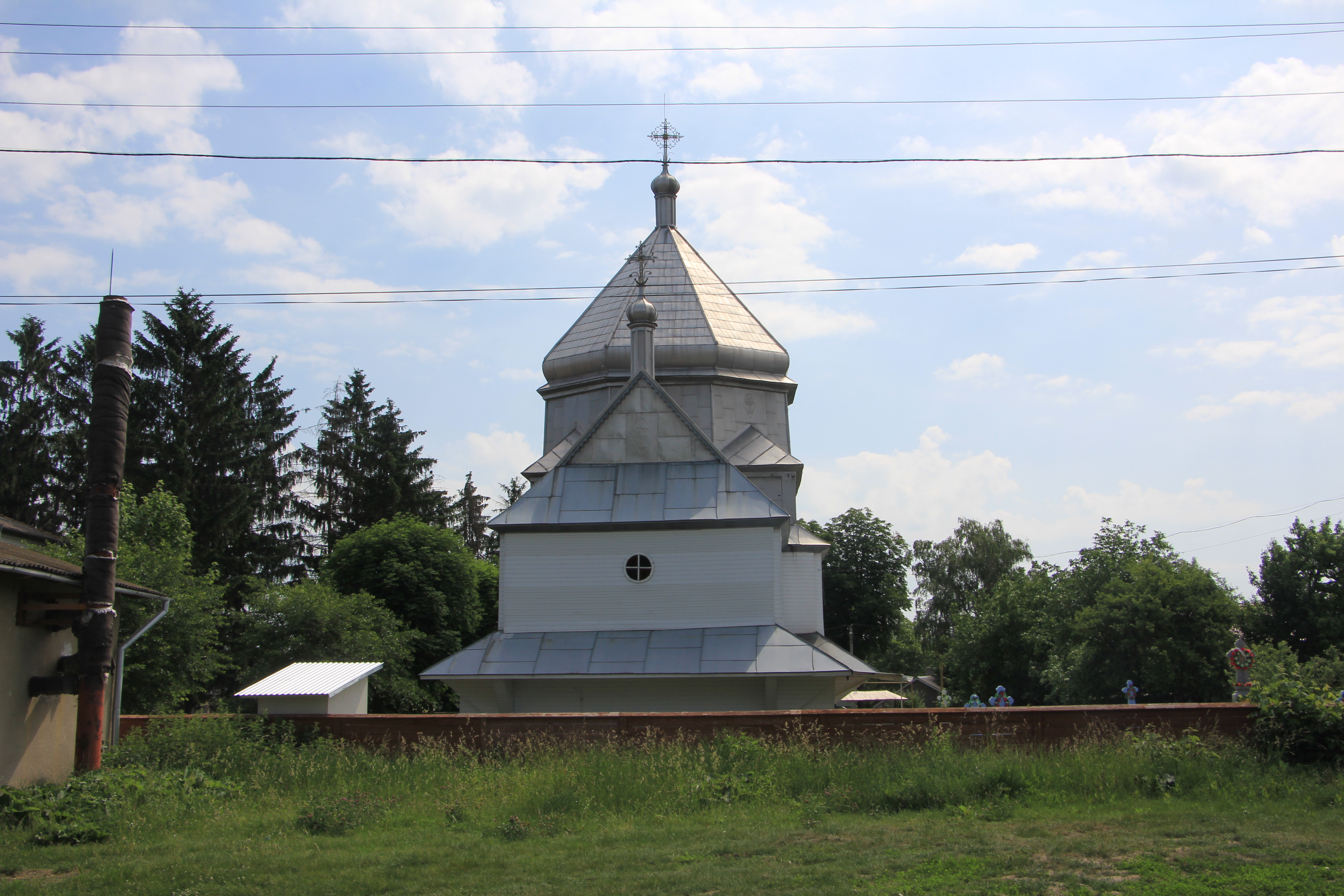
Дерев'яна церква Св. Івана Богослова 1895 с. Южинець
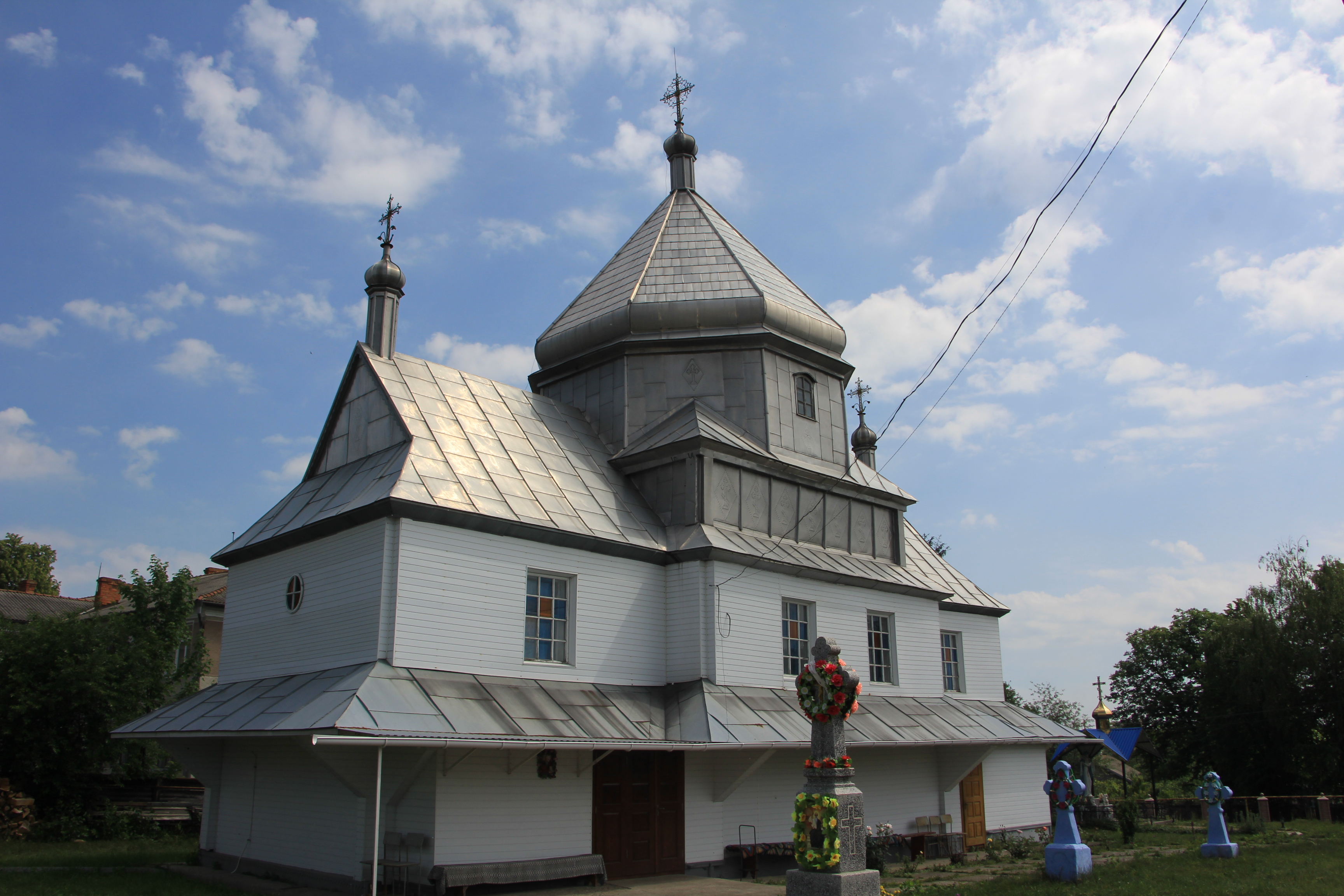
Дерев'яна церква Св. Івана Богослова 1895 с. Южинець
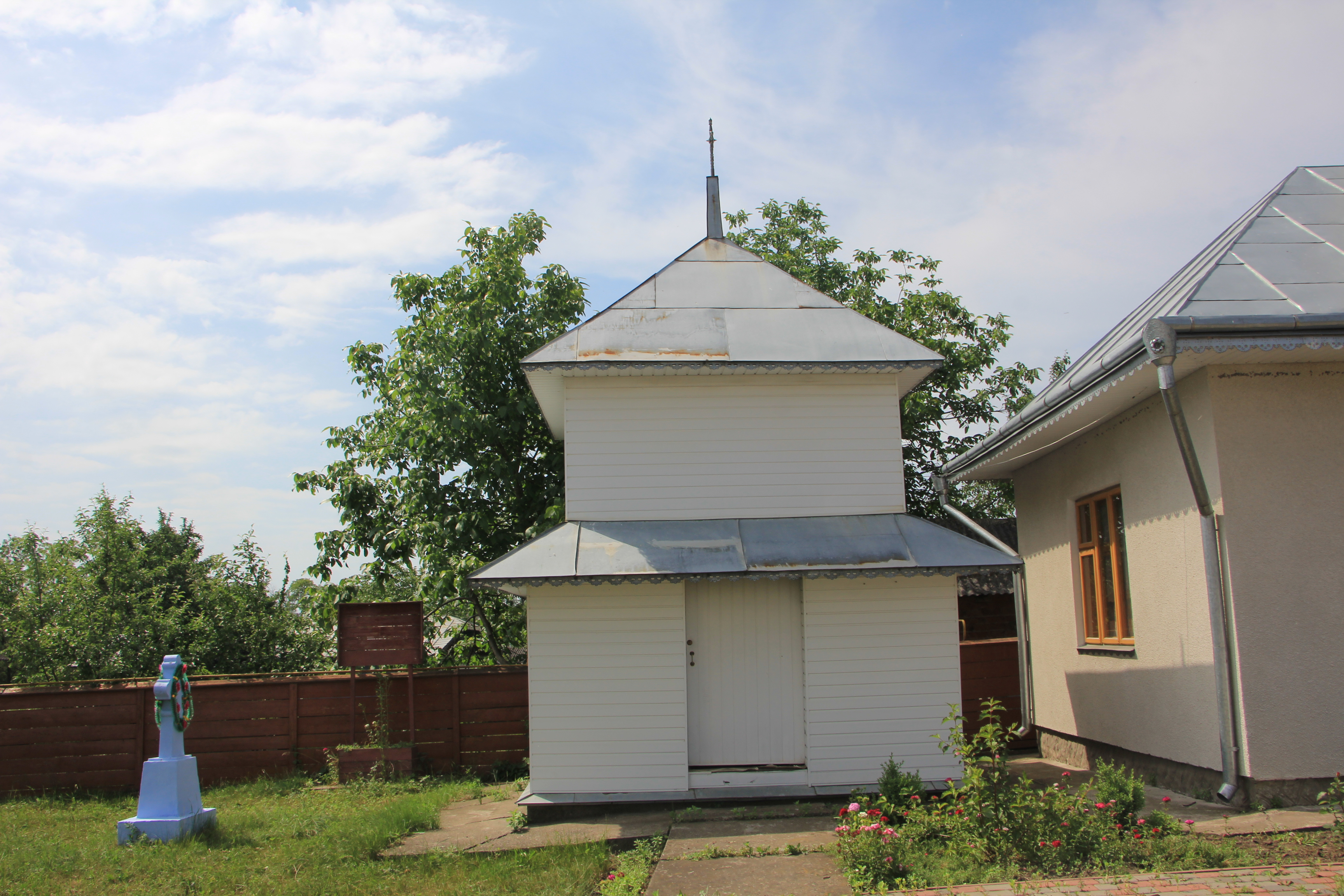
Дерев'яна церква Св. Івана Богослова 1895 с. Южинець